# Hilaire Hiler
Pour les articles homonymes, voir Hiller.
Hilaire Harzberg Hiler (1898-1966) est un artiste, écrivain, pédagogue et psychologue américain. 

## Biographie
Hilaire est né à Saint Paul (Minnesota) en 1898 et passe sa jeunesse à Providence (Rhode Island). Il entre très jeune à l'école de design de Rhode Island et fait un détour par la Wharton School of Finance and Commerce, pour satisfaire son père, Meyer Hiler. Mais ce sont les études d'art qui passionnent le jeune homme, aussi il s'inscrit à la Pennsylvania Academy of the Fine Arts et poursuit un cursus qui le mène à la Sorbonne, à Paris.
Entre 1920 et 1934, il réside principalement dans la capitale française et loue un atelier dans le quartier du Montparnasse. Prenant en gérance Le Jockey en 1923, un bistrot autrefois tenu par le père Londiche sous le nom du Caméléon, situé d'abord à l'angle de la rue de Chevreuse et du 146 boulevard du Montparnasse, il le transforme en cabaret texan, puis le transportera au 232 boulevard Raspail, il fréquente toute la génération perdue, une communauté d'Américains expatriés en France, tels que Anaïs Nin, Ernest Hemingway, Man Ray, Sinclair Lewis, bientôt rejoints entre autres par la faune des « Montparnos », tels Kiki de Montparnasse, Nancy Cunard, Mina Loy, Ezra Pound, Jean Cocteau, Tristan Tzara, ou encore Henry Miller. Ce dernier témoignera plus tard de leur amitié et le décrira comme étant « un peintre hautement spirituel, et très amusant »,. 
De fait, Hilaire Hiler, très cultivé, se révèle une personnalité riche et complexe : tour à tour auteur de nombreuses peintures, de projets de décors de théâtre et de cabarets, de bois gravés et de lithographies, de fresques, d'essais sur la couleur et le costume, pianiste de jazz et gérant de bar, enseignant, et toujours accompagné d'un singe en guise d'animal de compagnie — Hilaire, affublé de grandes oreilles, se moquait ainsi de lui-même en posant avec son singe. En mars 1929, il participe, avec Paul Winkler, à la programmation du American Theater in Paris, situé boulevard Raspail. Il expose en décembre suivant une vingtaine de toiles à la galerie Zborowski. En décembre 1930, lors d'un séjour sur la Riviera, il percute à Nice, promenade des Anglais, avec son automobile, un cycliste qui meurt sur le coup ; arrêté, Hilaire se révèle ivre mais son avocat parvient à le faire libérer contre une caution de 100 000 francs. En septembre 1932, il expose des tableaux à la galerie Georges Petit.
Avant de quitter Paris en septembre 1934, où sa dernière adresse est 6 rue du Val-de-Grâce, il parvient à faire corriger son bégaiement et ses oreilles chez divers spécialistes, et gérer un dernier établissement, Le Dingo Bar, un ancien bar historique parisien ouvert en 1923 par Louis Wilson et rendu célèbre en 1924 par l'arrivée de Jimmie Charters (un ex-boxeur professionnel toujours de bonne humeur) au bar. Selon Morrill Cody (en), Charters entreprit la rédaction de ses mémoires à la demande de Hilaire Hiler, qui lui servit de prête-plume avant que ce dernier ne persuade Cody de prendre la relève. Le texte qui en résulta parut d'abord sous le titre This Must Be the Place. Memoirs of Montparnasse by Jimmy "the Barman" (James Charters) as told to Morrill Cody (1934) avec une introduction d'Ernest Hemingway et illustré par Hiler et Ivan Opffer (1897-1980).
En 1935, il s'installe à San Francisco et devient directeur artistique du « Bathhouse Building », devenu le San Francisco Maritime National Historical Park, où il exécute une série de remarquables fresques murales (1936) dans le cadre des commandes du Work Projects Administration, et fait appel à Sargent Johnson pour une série de bas-reliefs. Il quitte son poste en 1939 et devient proche de Rene d'Harnoncourt (en), futur directeur du MoMA, où Hilaire exposera à sept occasions jusqu'en 1949,.
Hilaire Hiler devient ensuite le mentor de Henry Miller en matière d'art : il est le premier à conseiller l'écrivain qui veut se lancer dans la peinture, une expérience qu'il rapportera dans son recueil, Printemps noir. Hilaire produit plusieurs essais en ce sens.
Parallèlement, Hilaire développe toute une théorie sur les couleurs, un système qu'il appelle The Prismatarium, et qui expose la façon dont les variations du cercle chromatique interagissent avec la psychologie. 
En 1940, il devient le cofondateur du Fremont College de Los Angeles. En 1944, le Fremont College déménage à Santa Fe (Nouveau-Mexique), et Hilaire s'installe dès lors dans cette ville. L'établissement est désormais basé à Cerritos (Californie). En 1941, il commande à Rudolf Schindler la construction d'une maison-atelier pour lui-même située à Los Angeles, au 1215 Alta Loma Avenue (aujourd'hui détruite).
À compter de 1944, sa production picturale évolue vers l'abstraction. Il forge lui-même un terme pour définir son art, qu'il qualifie de structuralism.
Installé avec son épouse et leurs deux enfants à San Francisco où il ouvre un cabinet de consultations en psychologie, il revient à la fin de sa vie faire de nombreux séjours à Londres et à Paris.

## Œuvre

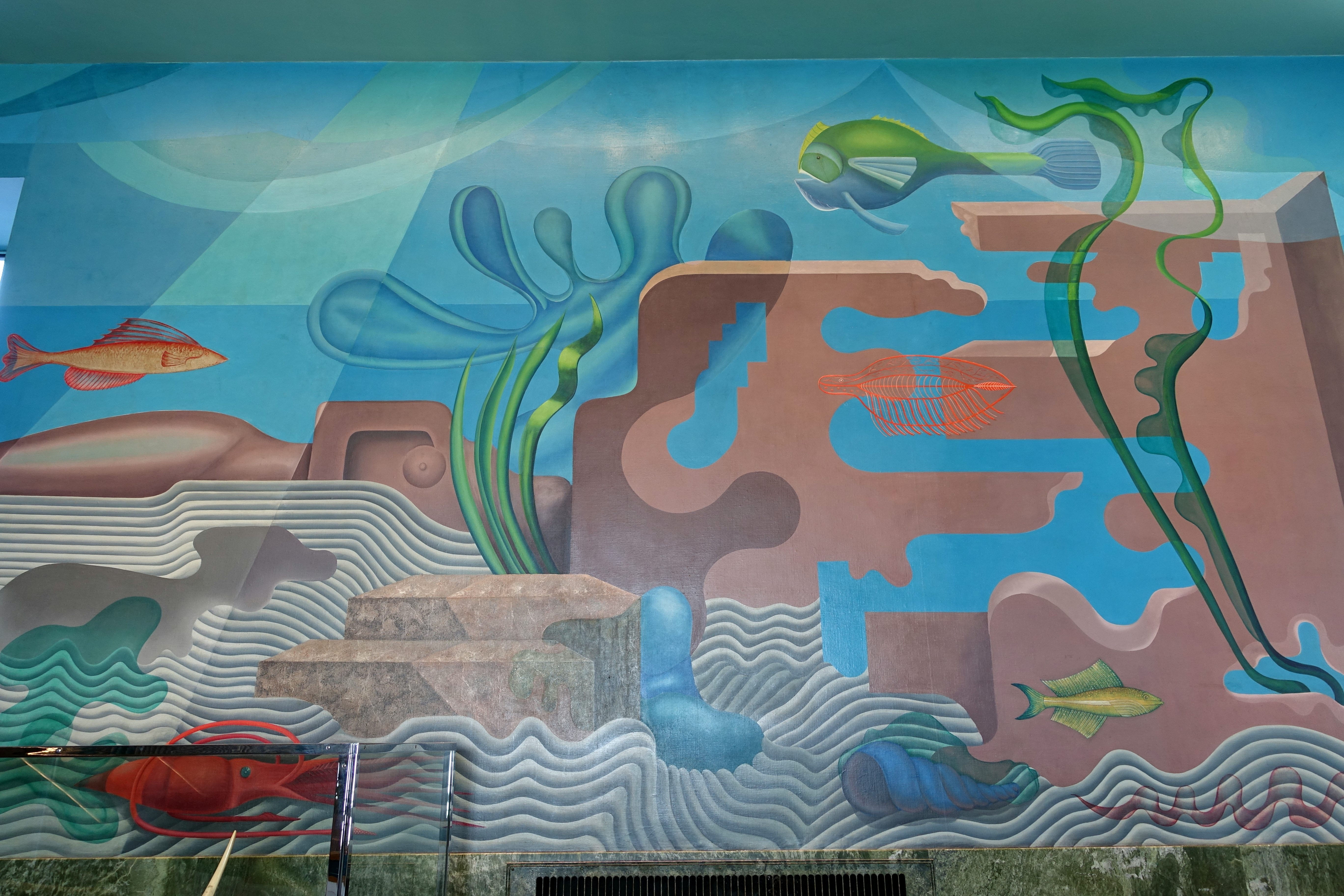
Fresque (détail, 1936), San Francisco, Aquatic Park Bathhouse.

### Conservation
États-Unis
- San Francisco De Young Museum
  - Redwood Forest[18], tapisserie, 1937.
- Portland Art Museum
  - San Francisco Street[19], huile sur masonite, 1936.
- New Mexico Museum of Art[20]
- Whitney Museum of American Art[21]
  - Parc Dans Le Midi, huile sur toile, 1931.
  - Equi-Valued Fog-Series Shades, huile sur toile, 1956.

### Publications
- (de) Hiler. Theater und ballettentwurfe, préface d'Oscar Gehrig, Berlin, 1922.
- Robert McAlmon, North America: Continent of conjecture, ill. par H. Hiler, Paris, Contact Ed., 1929.
- An Introduction To The Study Of Costume - From Nudity To Raiment, Londres, W. G. Foyle, 1929 ; New York, The Educational Press, 1930.
- Notes on the Technique of Painting, Londres, Faber & Faber, 1934.
- Painter's Pocket Book of Methods and Materials, Faber & Faber, 1937 ; nombreuses rééd.
- Bibliography of Costume. A Dictionary Catalog of about Eight Thousand Books and Periodicals, avec Meyer Hiler, New York, H. W. Wilson Company, 1939.
- Color Harmony and Pigments, Chicago, Favor Ruhl and Company, 1942.
- Why Abstract?, avec Henry Miller et William Saroyan, New York, New Directions, 1945.
- Why Expressionism?, Los Angeles, Fremont University Press, 1946.
- Structuralism. Catalogue of a first exhibition of Design and Structiles at Heal and Son; Londres, Baldin and Mansell, 1955.

### Dans les représentations
- Hilaire Hiler at the Piano par Cedric Morris[22], huile sur toile, 1928, New York, Metropolitan Museum of Art.